# Nijak
Nijak – polski zespół muzyczny z nurtu piosenki studenckiej, turystycznej i kabaretowej, powstały w 1978 roku w Łodzi. Jego autorskie piosenki, takie jak: Żarty, Zajazd pod Różą, Piosenka na rozgrzanie, Nogi, czy Piwo po dziś dzień są śpiewane w górach, na rajdach, na obozach, podczas śpiewanek turystycznych, przy ogniskach, w schroniskach, czy w chatkach studenckich. W repertuarze grupa ma ponad 150 piosenek turystycznych, kabaretowych, szant i piosenek o miłości.

## Historia
Nijak wywodzi się z łódzkiego środowiska akademickiego doby lat 70. i 80., a także z kabaretu o tej samej nazwie. Zespół zadebiutował w 1978 roku na Yapie. Pierwszy, założycielski skład tworzyli czterej tuszynianie, czyli bracia: Jacek Liszewski (śpiew, gitara) i Tomasz Liszewski (śpiew, gitara solowa) oraz Romuald Bladowski (śpiew, instrumenty perkusyjne) i Marek Bladowski (nie żyje). W różnych okresach działalności z zespołem współpracowali: Małgorzata Ircha (śpiew), Zbigniew Kmin (gitara, śpiew), Jerzy Krawczyński (gitara, śpiew), Krzysztof Kuna (gitara basowa), Eugeniusz Waszkiewicz (bongosy, śpiew) (nie żyje).   
Oprócz Yapy (1981 – Nagroda za piosenkę Zajazd pod różą; 1983 – Nagroda za piosenkę Piosenka na rozgrzanie; 1985 – Nagroda za piosenki Żarty i Muchy i komary; 1989 – Nagroda za piosenkę Na śmierć błazna), Nijak jest także laureatem „Wrocławskiej Złotej Dziesiątki”, przeglądu kabaretów PaKA (jako „Kabaret piosenki Nijak” w 1989 roku) a w 1984 roku otrzymał wyróżnienie za piosenkę Kopciuszek, wykonaną w koncercie „Debiuty” w ramach XXI KFPP w Opolu (zespół zaprezentował ją także w koncercie „Mikrofon i Ekran”). W latach 80. i 90. grupa występowała w klubach studenckich, domach kultury i remizach strażackich w całej Polsce. W 1998 zespół zawiesił swą działalność, zaś jego reaktywacja w 2005 roku wzbudziła żywiołowe reakcje publiczności.
28 września 2018 roku w MOK w Tuszynie miał miejsce koncert z okazji 40-lecia działalności grupy Nijak. Zespół wystąpił w następującym składzie: Jacek Liszewski (śpiew, gitara), Tomasz Liszewski (śpiew, gitara solowa, charango), Romuald Bladowski (śpiew, djembe, bongosy i inne instrumenty perkusyjne), Tomasz Wiliński (gitara basowa) i Marcin Błoszyk (bongosy, trąbka).

## Wybrany repertuar[2][10]
- Dzidek
- Dzieciak
- Gruba
- Karawana
- Kiełbasa
- Kopciuszek
- Kubański szlak
- Muchy i komary[6]
- Murzyn
- Na śmierć błazna (tytuł alternatywny Błazen)[6][5]
- Nogi
- Piosenka na rozgrzanie
- Piwo
- Zajazd pod różą
- Żarty

## Dyskografia
- Zajazd Pod Różą (MC, Agencja Artystyczna EMES - 010 – nagrań dokonano w studiu  P. R. Łódź w latach 1984 i 1987)[5]
- Nie będę się chlastał (MC, P. Komolibus – nagrania zrealizowano w maju 1992)[11]
- 2005: Piosenki na rozgrzanie (CD, Dalmafon - DAL CD 081)[5]
- 2008: Koncert jubileuszowy. 30-lecie grupy Nijak (CD)[12]